# Newcastle (Oklahoma)
Newcastle – miasto w Stanach Zjednoczonych, w stanie Oklahoma, w hrabstwie McClain.